# Mätäsjärvi (sjö i Lappland)
Mätäsjärvi är en sjö i Finland. Den ligger i kommunen Ranua i landskapet Lappland, i den norra delen av landet, 700 km norr om huvudstaden Helsingfors. Mätäsjärvi ligger 180,9 meter över havet. Arean är 23,4 hektar och strandlinjen är 6,81 kilometer lång. Sjön  ingår i Simo älvs huvudavrinningsområde. 